# Buenos Aires Football Club (1886)
El Buenos Aires Football Club (frecuentemente abreviado como "BAFC") fue un club de rugby de Argentina fundado en Buenos Aires. Establecido en 1886, fue predecesor del actual Buenos Aires Cricket & Rugby Club. Buenos Aires FC fue además miembro fundador de la Unión Argentina de Rugby y uno de los más ganadores de Argentina, habiendo obtenido ocho títulos del Torneo de la URBA entre 1900 y 1915.

## Historia

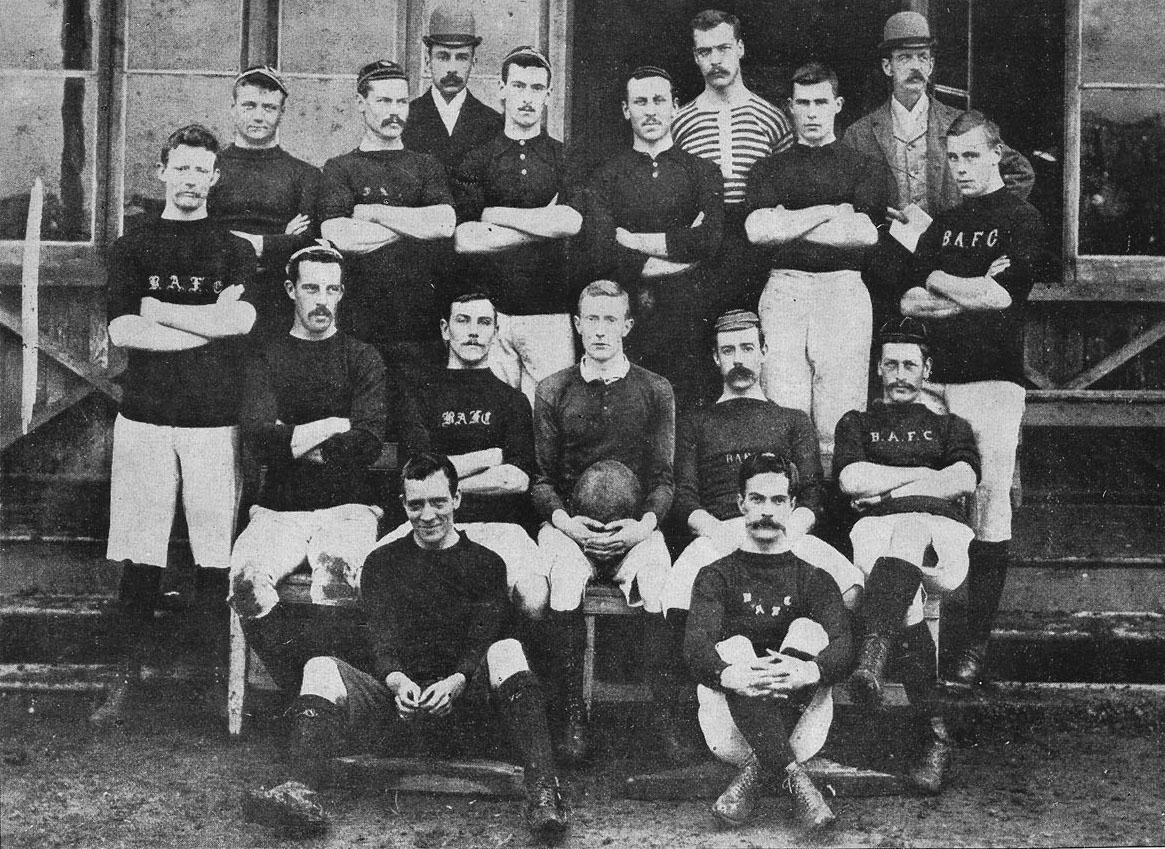
Buenos Aires FC en 1891, cuando el club adoptó las leyes del rugby.

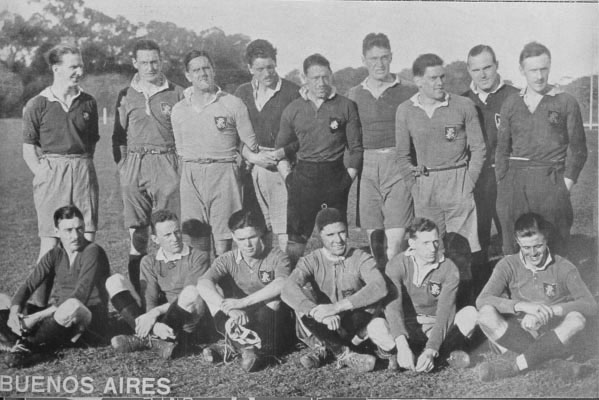
Buenos Aires en la portada de El Gráfico (1922).

El club fue fundado el 10 de junio de 1886 en el Buenos Aires English High School por un club de aficionados al rugby que querían su propio lugar para practicar el deporte que los apasionaba. El 24 de junio, el club jugó su primer partido frente a un equipo formado por empleados del Ferrocarril del Sud.
Se le reconoce a Buenos Aires el haber jugado el primer partido interclubes de Argentina, cuando el equipo enfrentó a Rosario Athletic en la ciudad de Santa Fe el 28 de junio de 1886. El 12 de julio, se disputó un nuevo partido entre ambos clubes, siendo BAFC el ganador.

En 1899, junto con Belgrano, Rosario y Lomas, Buenos Aires se constituyó en uno de los miembros fundadores de la "River Plate Rugby Championship", actual Unión Argentina de Rugby. Asimismo, Buenos Aires jugaría el primer partido de la recientemente creada liga de Argentina, enfrentando a Lomas, quien lo derrotaría por 11 a 4. Lomas sería finalmente el campeón de esa temporada.
Buenos Aires se convertiría durante las siguientes temporadas en uno de los más exitosos clubes de rugby argentinos, ganando 8 campeonatos sobre 16 disputados (cinco de ellos en forma consecutiva, entre 1900 y 1904).
Después de que un incendio destruyera las instalaciones del Buenos Aires Cricket Club que ambos clubes compartían, el BAFC se fusionó con el BACC para constituir el Buenos Aires Cricket & Rugby Club en 1951.

## Títulos
- Torneo de la URBA (8):

1900, 1901, 1902, 1903, 1904, 1908, 1909, 1915